# Conkies

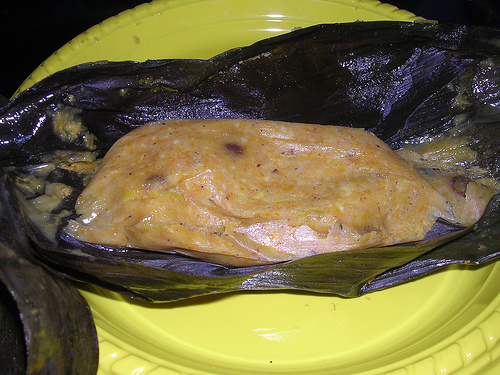
Un conkie, preparado con harina de maíz, coco, batata y zapallo.

Un conkie es un alimento dulce preparado con maíz y popular en las Indias Occidentales. Sus ingredientes incluyen harina de maíz, coco, batata, y zapallo, la mezcla es envuelta en hojas de banano y es cocida al vapor.
En Barbados, los conkies se asociaban con la antigua celebración de la colonia británica del día de Guy Fawkes el 5 de noviembre. En la actualidad en Barbados los conkies se consumen durante las celebraciones del Día de la Independencia el 30 de noviembre.
En Santa Lucía y Trinidad y Tobago se le denomina Paime, por lo general se le asocia con el Día Creole (Jounen Kwéyòl), el cual se festeja en Santa Lucía todos los años el último domingo de octubre.